# Modern sztoicizmus
A modern sztoicizmus egy népszerű szellemi mozgalom a késői 20. században és korai 21. században, amely megkísérli visszahozni a sztoikus filozófiát a modern világba. Nem összetévesztendő a neosztoicizmussal, ami egy hasonló jelenség volt a 17. században. A modern sztoicizmus kifejezés egyaránt jelenti a sztoikus filozófia feltámasztását és a filozófiai törekvést arra nézve, hogy a korai sztoicizmust a jelenlegi nyelvbe és modern nézőpontba foglalja. A 'The Rise of Modern Stoicism' (A modern sztoicizmus felemelkedése) figyelmet kapott a nemzetközi médiában 2012 november óta, amikor az első 'Annual Stoic Week' (Évenkénti sztoikus hét) eseményt megszervezték.

## Háttér

### Filozófiai
A modern sztoicizmus a 20. század környezetében fejlődött az általános erényetika iránti növekvő érdeklődésnek megfelelően. "Többek között Philippa Foot, Alasdair MacIntyre és Martha Nussbaum filozófusok munkái hozták vissza az erényetikát, mint életképes alternatívát a domináns Kanti deontológiai, haszonelvűségi és következményelvűségi tanokhoz képest." A modern sztoicizmus sokat merít a késői 20. században és korai 21. században megnövekedett számú tanulmányokból az ősi sztoikusoktól, ezen belül is a klasszikus művek modern fordításából. Ezen felül a modern sztoicizmus mozgalom gyökerei Albert Ellistől származnak, aki a Racionális Érzelmi Viselkedés Terápia kifejlesztője volt, valamint Aaron T. Becktől, akit sokan a Kognitív Viselkedés Terápia (KVT) korai változatának apjának tartanak. Viktor Frankl szintén hasznosnak tartotta a sztoicizmust, ami segítette őt háború idején, és később kifejlesztette az elméletét, amit Logoterápia néven ismerünk.
Az egyik fő előfeltevését a modern sztoicizmusnak Lawrence Becker szavai közvetítik: "Érdekes elképzelni, mi történt volna, ha a sztoicizmusnak huszonhárom évszázadon keresztül folyamatosan tartott volna a történelme. Ha a sztoikusok szembekerültek volna Baconnel, Descartes-tal, Newtonnal, Locke-kal, Hobbesszal, Benthammel, Hume-mal, Kanttal, Darwin-nal és Marxszal." Vagy ahogy Massimo Pigliucci tömörebben mondta: "érdemes meggondolni, mit jelent Sztoikusnak lenni a 21. században".
Egy fontosabb mű, ami hangsúlyozta a modern sztoicizmus főbb előfeltevéseit, vitathatóan a 'A New Stoicism', Lawrence Becker műve, amit 1997-ben adtak ki először.

### Pszichológia, pszichoterápia
A sztoikus filozófia volt a filozófiai inspiráció a modern kognitív pszichoterápiához, különösen dr. Albert Ellis Racionális Érzelmi Viselkedés Terápiájához (angolul REBT, magyarul RÉVT), ami a főbb előzménye volt annak. Az eredeti kognitív terápia kézikönyv depresszió kezelésére Aaron T. Becktől származik, aki azt állítja "A kognitív terápia filozófiai eredetét a sztoikusokig tudjuk visszakövetni". Egy jól ismert idézetet tanítanak Epiktétosz Kézikönyvecskéjéből a pácienseknek az Ellis féle RÉVT alkalmai során: "Nem az események zavarnak minket, hanem a róluk alkotott véleményeink". Ez később egy gyakori elemmé vált a többi KVT megközelítés "szocializációs" fázisában. A sztoicizmus hatása a modern pszichoterápiára, különösen az RÉVT és KVT esetében, Donald Robertson művében volt kifejtve 'The Philosophy of Cognitive-Behavioural Therapy' címmel, 2010-ben. Ezen felül, több 20. századi pszichoterapeutára is hatott a sztoicizmus, köztük a legismertebben a "racionális meggyőzés" iskola svájci alapítója, a neurológus és pszichoterapeuta Paul Charles DuBois-ra, aki nagymértékben merített a sztoicizmusból a klinikai munkája során és bátorította a pácienseit is, hogy házifeladatként tanulmányozzanak Seneca műveket.

### Népszerű mozgalomként
A modern sztoicizmus jellegzetessége, hogy nemzetközi jelenség és nagyban támaszkodik a közösségi médiára és az Internetes közösségekre. E. O. Scott szerint "A Modern Sztoicizmus valóban egy Web 2.0 jelenség". Az egyik központi weboldal a Modern Stoicism weblapja, ami otthont ad a Stoicism Today blognak és az évenkénti Annual Stoic Week-nek (Internetes), valamint a Stoicon (élő) eseménynek.
Továbbá több személyes blog is foglalkozik sztoicizmussal, közülük sokat ismert sztoikus tanítók vezetnek (pl. Massimo Pigliucci, William Irvine vagy John Sellars) és több terapeuta (pl. Donald Robertson), akik a sztoicizmus alkalmazását kutatják. E. O. Scott szerint: "a közösségi média, a könyvek és cikkek kombinációja egyfajta exponenciális növekedési pályára állították a sztoicizmust". Sztoikus összejövetelek és csoportok találhatóak többek között pl. Ausztráliában, Denverben, Dublinban, Edinburgh-ben, Fremont-ban, Helsinkiben, Londonban, Manchesterben, Milwaukee-ban, New Yorkban, Orlandóban, San Franciscóban, Torontóban és Varsóban. E. O. Scott szerint: "vitathatóan a legfontosabb és legbefolyásosabb hely a Modern Stoics (online)," ez jelenleg a "stoicism group", azaz a Facebook-csoport, amely kb. 27 ezer taggal rendelkezik (2017. július 19-én). A hasonló Reddit csoport 53 000 felhasználóval rendelkezik (2017 július 19-én). Az angolszász nyelvű oldalak mellett létezik még a "Sztuka życia według stoików", amit Piotr Stankiewicz vezet, "Stoicyzm Uliczny", amit Marcin Fabjański irányít és a "Centrum Praktyki Stoickiej", amit Tomasz Mazur és mások működtetnek.
A 21. század elejére a megújult sztoikus mozgalom állandó intézményeket is létrehozott, melyek közül a Sztoikus Filozófusok Főiskolája oktatómunkát végez, a Fekete Sas Sztoikus Monostor egyfajta sztoikus spirituális központként működik, a Cseszneky Miklós által alapított Marcus Aurelius Lovagrend alapvetően karitatív tevékenységet folytat, míg a Stoic Registry és a Stoic Fellowship globális ernyőszervezetként működik. Az első internetes sztoikus közösség, a New Stoa, amelyet 1996-ban alapított Erik Wiegardt sztoikus filozófus, jelenleg a Sztoikus Filozófiáért Alapítvány néven folytatja tevékenységét.
A modern sztoicizmus gyakorlati alkalmazását több iparágon keresztül bemutatták már. A Forbes szerint a modern sztoikus gondolkodás "rendkívül ígéretes az üzleti és önkormányzati vezetők globális problémáinak megoldásában, ebben a viharos, válság utáni időkben". Másrészt rámutattak a modern sztoicizmus és a Harmadik Hullámos KVT módszer hasonlóságaira és a depresszió kezelésében is hatékonynak tartották a vizsgálatok.

## Kulcsfogalmak

### A természethez fordulás kérdése
A modern sztoicizmus feltehetően legnagyobb kihívása, hogy hogyan viszonyuljon a "természet követésének" elvéhez, ami az ókori sztoicizmus alapelve. Röviden, az ókori sztoikusok tanítása szerint kétségbevonhatatlan, hogy a jó élet érdekében összhangban kell élnünk a természettel. Az ókori sztoikusok szerint a természet lényegénél fogva jó, így mindent, ami a természethez igazodik, jónak tartottak. Mi több, az ókori sztoikusoknak teleologikus világnézetük volt, azaz úgy tartották, hogy a világegyetemben minden tervszerűen és észszerűen, a jó cél érdekében lett elrendezve.
A jelen korban azonban sokkal nehezebb fenntartani ezt a nézetet. Becker megfogalmazása szerint "a tudomány jelentős kihívások elé állította a [sztoikus] metafizikai világnézetünket". A világ racionális rendezettségére vonatkozó elképzelés feltehetően sokkal kétségesebbnek tűnik a 21. században, mint két évezreddel ezelőtt. "Ha a világegyetemre tekintünk," írja Becker "szembesülünk a irántunk való közömbösségével, és a saját jelentéktelenségünkkel. Látszólag tudomást sem vesz rólunk, csupán a statiszta szerepét osztja ránk, és nem ad semmilyen célt, amit követhetnénk." Még lényegesebb kérdések merülnek fel, amikor szembe nézünk a saját emberi világunkkal, a népirtások és atrocitások hosszú és folyamatosan bővülő listájával és az azokkal járó emberölésekkel. Ezek a fő kihívásai annak az ókori sztoikus nézetnek, amely a világot racionális és alapvetően jó létezőnek tartja.
Hasonló problémával szembesülünk, ha érdeklődésünket az emberi természetre korlátozzuk (szemben a világegyetem egészével). Más szóval, az "emberi természetünk követésére" vonatkozó elképzelés ugyancsak komoly kérdéseket vet fel. Ahogy Becker írja, "ezek a [meghatározó] tulajdonságok 'természetesek' az emberi karakterben és viselkedésben, de éppen olyan természetes jelentős számú kivételt is találni. Következésképpen ezek közül a jellemvonások közül egyik sem illik az emberi természetből kiinduló etikai érvek legismertebb formáiba, pl. (a) hogy az emberek természet szerint X-ek, az Y pedig ellentétes X-szel, tehát Y ellentétes az emberi természettel; vagy (b) hogy X határozza meg egy emberi lény egyedi funkcióját (az esszenciát), így emberi lényként úgy boldogulhatunk, ha kimagaslóak vagyunk X-ben." Ugyanígy "az emberi természet követése" sem ad konkrét viselkedési irányelveket. Mindent összevéve, a modern sztoicizmus egyik központi problémája, hogy a 21. században sokkal nehezebb megalapozni etikai keretünket a "természetben", legyen az univerzális, kozmikus természet vagy speciális emberi természet.

### A természet követése, mint a tények követése
Becker tudomásul veszi ezt a problémát, és még addig az állításig is elmegy, miszerint "a sztoikus etika sokkal jobb helyzetben lenne a 'kövesd a természetet' szlogen nélkül." Ám azon is elmélkedik, hogy a sztoikusok "már túlságosan azonosulnak ezzel a szlogennel ahhoz, hogy megtagadják. Csak annyit tehetünk, hogy átértelmezzük."
Becker a következő értelmezést javasolja. A természet követése a tények követését jelenti. Azt jelenti, hogy megszerezzük a tényeket a fizikai és társadalmi világról, amelyben élünk, és benne a saját helyzetünkre vonatkozó tényeket is [...], még mielőtt normatív kérdésekről döntenénk. Azt jelenti, hogy szembe nézünk ezekkel a tényekkel, pont annak fogadva el őket, amik, nem többnek és nem kevesebbnek, még mielőtt normatív következtetéseket vonnánk le belőlük. Azt jelenti, hogy a tényekből kiindulva alkotunk etikát, tapasztalati úton felépítve a normatív tételeket. Azt jelenti, hogy a tények megváltozása szerint igazítunk a normatív tételeken, és annak fogadjuk el ezeket a módosításokat, amik, nem többnek és nem kevesebbnek. És azt is jelenti, hogy a tényekben élünk - valóságos és nem hipotetikus normák világában.
A "világra vonatkozó tények megszerzésének" folyamata valamelyest (de nem kizárólag!) a tudomány által történik. Becker szavaival, "A biológia, illetve a viselkedés- és társadalomtudomány három lényeges módon járul hozzá az etikához: bőséges anyagot kínál a naturalisztikus érveléshez [...], értelmező elméleteket kínál (pl. az evolúciós biológia), amely segít különválasztani a viszonylag állandó tulajdonságokat az átmenetiektől és képlékenyektől, valamint a tanulás, a racionalitás és az észszerű választás hathatós, kidolgozott elemzését is kínálja. Egy sztoikus etikai okfejtése "el sem kezdődhet, amíg nincs birtokában az összes releváns leírásnak, állításnak és előrejelzésnek, [...] – amíg, mondjuk így, nem végezte el az empirikus munkát." Ezt az empirikus munkát a tudományos módszer segítségével lehet elvégezni, így a "tények követésének" elve (bizonyos tekintetben) úgy érthető, mint "nem ellentmondani a tudománynak" (nem tévesztendő össze az egyszerű "tudománykövetéssel", ami leegyszerűsítő és megtévesztő lenne). Röviden, a modern sztoikus beoltatja a gyerekeit.

### Erény, tett, boldogság
Becker a tett fogalma köré szervezi a sztoikus etika értelmezését. "Az erény fejlődése a tett tökéletessége [által történik]," vagy, ahogy ő nevezi, az "ideális cselekvés" által. Más szóval ez úgy írható le, mint "az erény inherens elsőbbsége egy személy cselekvőképességének maximalizálása tekintetében." A tett úgy fogható fel, mint a "kontroll és a stabilitás egyensúlya", amely mindent tekintetbe véve hajtható végre, azaz miután megszereztük a legrészletesebb információkat a rendelkezésre álló tényekről.
A boldogság ebben a meglátásban szintén a tett által magyarázható és érhető el. "Úgy véljük", mondja Becker "hogy a boldogság, ahogy azt az érett és cselekvő személyek felfogják, nem az átmeneti lelkiállapotok, hanem az egész élet jellemzője. Úgy véljük, hogy ez csak úgy érhető el, ha a stabilitás és a kontroll megfelelő egyensúlyát alkalmazzuk a gyakorló cselekvésben. És "az effajta elégedettség a saját életünkkel az egészséges cselekvés lélektani következménye is egyben [...] A sztoikus bölcs élete telve van ilyen boldogsággal, ami az erény következménye."

### Az erény fokozatai
A sztoicizmus beckeri verziója megkérdőjelezi és vitatja az ókori sztoikusok néhány dogmáját. Például az erény hagyományos mindent-vagy-semmit sztoikus értelmezését kérdőjelezi meg (bizonyos mértékig). Az eredeti, ortodox sztoicizmusban valaki vagy tökéletes bölcs volt, vagy egyáltalán nem volt az; nem létezett "középút" a kettő között. Az ókori sztoikus erény nem ismeri el a fokozatokat. Mégis, Becker egy puhább, árnyaltabb megközelítést javasol. "Pont úgy belefulladhatsz" írja "arccal lefelé a tengerbe a nyugodt felszínen, mint a tenger fenekén. [...] Mi [azaz a modern sztoikusok] a későbbi kollégáinkkal értünk egyet, miszerint ezek a doktrínák tarthatatlanok."

### Törekvés az egyetemességre
Az ókori sztoikusok másik dogmája, amit a modern sztoicizmus olykor megkérdőjelez, az a felfogás, hogy a sztoikus bölcselet kapuja mindenki számára nyitva áll, és hogy a sztoikus élet kétségtelenül a legjobb lehetőség minden emberi lény számára. Például Becker az Új sztoicizmusban előadja, hogy "a helyes cselekvést itt úgy értjük, mint az optimalizálási projekt egy különleges formáját – amelyet logikailag el lehet vetni. (Amelyet a megszállott, kényszeres vagy függőségben szenvedő személyiségek voltaképpen el is vetnek.) A [modern sztoikus] állítás szerint csak az egészségesen cselekvő személyek, nem vethetik el ténylegesen, de azok semmiképp, akik az egészséges mérlegelőképesség útját járják."

### Sztoicizmus versus Arisztotelész
A modern sztoikus megközelítés és az ókori sztoicizmus közötti lehetséges eltérések egy másik példája az a kérdés, hogy vajon szükség van-e külsőségek bizonyos mennyiségére a jó élethez. Az ortodox sztoikus nézet szerint a sztoikus életnek nincs semmilyen előfeltétele. Bárki sztoikus bölccsé válhat, függetlenül a körülményektől: legyen az szegénység, betegség, fizikai hányattatás és így tovább. Ez a kérdés hagyományosan vita tárgyát képezte az említett álláspontot képviselő sztoikusok és az arisztoteliánusok között, akik szerint bizonyos mennyiségű külsőségre szükség van az erény fejlődése érdekében. Ebben a tekintetben Becker szavai igen unortodoxak, lévén, hogy sztoikus állásfoglalást képviselnek. Azt írja, hogy "helytálló lehet azt a következtetést levonni azonban, hogy létezik egy beazonosítható magja a testi és lelki egészségnek, amely szükséges feltétele minden további fejlődésnek. Ha ez a mag károsodik, akkor a cselekvőképesség fejlődésének lehetősége is károsodik.

### A kontroll kettőssége
A hagyományos sztoicizmus nagyon fontos elképzelése a tőlünk függő dolgok és a nem tőlünk függő dolgok megkülönböztetése. Míg a modern sztoikusok többsége teljes egészében magáénak vallja ezt az elképzelést, egyesek mégis átértelmezik. Becker például kiemeli, hogy a kettősség eszméje lényegében túlzott leegyszerűsítés. Ahogy fogalmaz, "[a] tőlünk függő vagy 'rajtunk múló' dolgok és a nem tőlünk függő dolgok megkülönböztetése [...] félrevezető." Ehelyett azt az értelmezést javasolja, hogy "bölcs dolog a vágyódásaink erejét, mélységét és kiterjedését az érintett tárgyak törékenységéhez és múlékonyságához kalibrálnunk."
Ugyanakkor William Irvine még tovább megy, és aláássa a kettősség kiindulópontját, azt, hogy a "tőlünk függő" és a "nem tőlünk függő" dolgok megkülönböztetése éles, és nem létezik harmadik lehetőség. Más szóval, Irvine a "kontroll kettősségét" a "kontroll hármasságává" változtatásának lehetőségét veti fel. Irvine úgy érvel, hogy "Epiktétosz kettősségét a következőképpen fogalmazhatjuk át: Vannak dolgok, amelyek teljes egészében tőlünk függnek és dolgok, amelyek egyáltalán nem függnek tőlünk. Azt is kijelenti, hogy "a kettősség hamis kettősség, mivel figyelmen kívül hagyja azokat a dolgokat, amelyek, ha nem is teljesen, de némileg tőlünk függnek." Pigliucci ezt így írja le: "egyes dolgok tőlünk függnek (leginkább a véleményeink és a tetteink), egyes dolgok nem tőlünk függnek (jelentős történelmi események, természeti jelenségek), ám egy sor másik dolog részlegesen függ tőlünk. Irvine az internalizált célok fogalmával gondolja újra a harmadik kategóriát, ami értelmet ad az eredeti kettősségnek."

### Az önfegyelmezés és lemondás kérdése
Nincsen egységes nézet az önfegyelmezés elemeinek kérdésében a sztoicizmusban, és arra sincs, hogy a bölcs hozzáállása milyen legyen az hétköznapi örömökhöz. Becker megemlíti "a zavart a sztoikusok és kritikusaik között" és a hamis nézetet arra nézve, hogy "az ideális sztoikus élet nélkülözi a hétköznapi örömöket, úgymint szex, étel, ital, zene, vagyon, hírnév, barátok és így tovább". Becker szerint ez a zavar azért van, mert "a sztoikusok alkalmanként azt állították, hogy a bölcs számára az eudaimonikus boldogság valahogy leváltja a hétköznapi boldogságot". Ezen a vonalon Stankiewicz vitatta "az aszkétikus félreértelmezést" és azt állította, hogy "a sztoicizmus nem aszketizmus és a sztoikus nem egy szerzetes". Valójában ez közelebb áll a Sápadt Epikureusok iskolájához, az önmegtagadáshoz. A sztoikus javaslat sokkal tágabb ennél és túlmutat az aszkézis szűk útján. Emiatt "Nekünk, modern sztoikusoknak, szembe kell néznünk a túlzott jóléttel és sokszínűséggel és az élet érzéki oldalával és ebben a világban kell előbbre jutnunk, valamint elfogadnunk, ahogyan van. Egy szerzetestől eltérően a sztoikusnak nem kell elkerülnie a világi és érzéki élet különböző gyümölcseit."
Másik részről, Kevin Patrick megtagadja ezt az érvelést, amit "hedonikus sztoicizmusnak" nevez és azt állítja, hogy "Abba a gyakori csapdába és félreértelmezésbe esnek bele, hogy mivel ezek a külsőségek semlegesek, attól még el lehet merülni ezekben szabadon." De végül azt mondja "A modern sztoikusnak egyszerűen sztoikusnak kell lennie."
Irvine egy visszafogottabb álláspontot képvisel és azt ajánlja, hogy vegyünk részt az "önkéntes kellemetlenségekben". Ahogy ő fogalmaz: "Önkéntesen választva ezeket a kellemetlen dolgokat megacélozzuk magunkat az élet nehézségeivel szemben, amik a jövőben érhetnek minket." Ha mindaz, amit ismerünk, csak a kényelem, akkor hirtelen sokként érhet minket a fájdalom és kényelmetlenség, ahogyan valamikor ez be is fog következni. Más szavakkal, "az önkéntes kényelmetlenségre egyfajta oltóanyagként gondolhatunk: egy kis adag vírusnak tesszük ki magunkat, hogy ellenállóságot képezzünk a jövőbeni betegségek ellen".

## Fontosabb könyvek
A következő lista, kiadási időrendben listázva, a modern sztoicizmusról szólnak, és teljesen kizárja az ókori sztoikusokról szóló tanító jellegű könyveket és életrajzokat.
- James Stockdale, Courage Under Fire, (Stanford University: Hoover Essays, 1993)
- Sharon Lebell, The Art of Living. The Classical Manual on Virtue, Happiness and Effectivness, (New York: Harper One, 1995)
- Lawrence C. Becker, A New Stoicism. (Princeton: Princeton University Press, 1997)
- John Sellars, The Art of Living: The Stoics on the Nature and Function of Philosophy, (Aldershot: Ashgate, 2003; 2nd edn London: Duckworth, 2009)
- Vernezze, Peter. Don't worry, be Stoic: ancient wisdom for troubled times. (Lanham: University Press of America, 2005)
- Keith Seddon, Stoic Serenity: A Practical Course on Finding Inner Peace, (Stoicon Foundation, 2006).
- Margaret Graver, Stoicism and Emotion, (Chicago, University Of Chicago Press, 2007)
- M. Andrew Holowchak, The Stoics. A Guide for the Perplexed, (London: Continuum, 2008)
- William B. Irvine, A Guide to the Good Life. The Ancient Art of Stoic Joy, (Oxford: Oxford University Press, 2009)
- Cooper, Ray. The stoic homilies: a week-by-week guide to enlightened living. (Burleigh, Qld: Zeus Publications, 2009)
- Natalie Haynes, The Ancient Guide to Modern Life, (London: Profile Books, 2010)
- Marcin Fabjański, Stoicyzm uliczny. Jak oswajać trudne sytuacje, (Warsaw: Czarna Owca, 2010)
- William O. Stephens, Marcus Aurelius. A Guide of the Perplexed, (London: Continuum, 2012)
- Jules Evans, "Philosophy for Life: And Other Dangerous Situations", (Rider, 2012)
- Donald Robertson, Stoicism and the art of happiness (2013)
- Piotr Stankiewicz, Sztuka życia według stoików, (Warsaw: WAB, 2014)
- Patrick Ussher [ed.], Stoicism Today: Selected Writings, (Stoicism Today: 2014)
- Ryan Holiday and Stephen Hanselman. The daily stoic: 366 meditations on wisdom, perseverance, and the art of living. (2016)
- Ryan Holiday. "The Obstacle is the Way: The Timeless Art of Turning Trials into Triumphs" (Penguin Publishing Group, 2014)
- Patrick Ussher [ed.], Stoicism Today: Selected Writings vol. II, (Stoicism Today: 2016)
- Massimo Pigliucci, How To Be a Stoic, (New York: Basic Books, 2017)

## Fordítás
Ez a szócikk részben vagy egészben  a   Modern Stoicism című angol Wikipédia-szócikk ezen változatának fordításán alapul.  Az eredeti cikk szerkesztőit annak laptörténete sorolja fel. Ez a jelzés csupán a megfogalmazás eredetét és a szerzői jogokat jelzi, nem szolgál a cikkben szereplő információk forrásmegjelöléseként.